# 218900 Gabybuchholz
218900 Gabybuchholz este un asteroid din centura principală de asteroizi.

## Descriere
218900 Gabybuchholz este un asteroid din centura principală de asteroizi. A fost descoperit pe 8 martie 2007 la Wildberg de Rolf Apitzsch. Asteroidul prezintă o orbită caracterizată de o semiaxă mare de 2,68 ua, o excentricitate de 0,07 și o înclinație de 15,4° în raport cu ecliptica.